# Star Island (Newfoundland en Labrador)
Star Island is een onbewoond eiland dat deel uitmaakt van de Canadese provincie Newfoundland en Labrador. Het heeft een oppervlakte van 1,15 km² en bevindt zich aan de oostkust van Labrador.

## Geografie
Star Island ligt in het noordwesten van de Table Bay, een relatief grote baai van de Labradorzee aan de oostkust van het schiereiland Labrador. Het eiland meet 1,9 km langs zijn oost-westas en heeft een maximale breedte van 800 m. Star Island is met zijn 1,15 km² het op een na grootste eiland in de baai, na het veel grotere Ledge Island.
In het noorden ligt het slechts 700 meter verwijderd van het vasteland met ertussenin een kleiner eiland genaamd Little Star Island. De natuurlijke haven tussen het vasteland en de westzijde van beide eilanden staat bekend als de North Harbour.

## Vogels
Het eiland is tezamen met alle andere eilanden in de Table Bay erkend als een Important Bird Area, vooral vanwege de jaarlijkse aanwezigheid van broedende eiders, maar ook omwille van de vele ruiende brilzee-eenden.